# Ундінські Кавикучі
Унді́нські Кавикучі́ (рос. Ундинские Кавыкучи) — село у складі Шелопугінського району Забайкальського краю, Росія. Входить до складу Нижньо-Шахтаминського сільського поселення.
Стара назва — Кавикучі-Ундінські.

## Населення
Населення — 63 особи (2010; 64 у 2002).
Національний склад (станом на 2002 рік):
- росіяни — 100 %